# Giovanni Bonzano
Giovanni Vincenzo Bonzano (ur. 27 września 1867 w Castelleto, zm. 26 listopada 1927 w Rzymie) – włoski duchowny katolicki, delegat apostolski do Stanów Zjednoczonych, kardynał.

## Życiorys
Ukończył seminarium w Vigevano, seminarium Mastai dla misji w Chinach i Ateneum "De Propaganda Fide" w Rzymie. Święcenia kapłańskie otrzymał 21 maja 1890 z rąk Wikariusza Generalnego Rzymu kardynała Lucido Parocchi. Pracował następnie jako misjonarz w Chinach. W 1897 powrócił do Włoch i został wikariuszem generalnym diecezji Vigevano. W lutym 1900 mianowany kanclerzem tejże diecezji.
2 lutego 1912 otrzymał nominację na tytularnego arcybiskupa Melitene i skierowany do USA jako delegat apostolski. 3 marca odbyła się jego konsekracja biskupia. Głównym konsekratorem był kardynał Rafael Merry del Val, ówczesny Sekretarz Stanu Stolicy Apostolskiej. Swą funkcję sprawował przez dziesięć lat, po czym został kreowany kardynałem na konsystorzu z 11 grudnia 1922 roku. Był papieskim legatem na dwudziesty ósmy Kongres Eucharystyczny w Chicago w 1926. 
Zmarł w Rzymie w wieku 60 lat. Pochowany został w kościele w Grottaferrata.